# Campeonato Mineiro 1944
In 1944 werd het 30ste Campeonato Mineiro gespeeld voor voetbalclubs uit de Braziliaanse staat Minas Gerais. De competitie werd gespeeld van 9 april 1944 tot 4 februari 1945  en werd georganiseerd door de Federação Mineira de Futebol. Cruzeiro werd kampioen.

## Eindstand
| Plaats | Club             | Wed. | W | G | V  | Saldo | Ptn. |
| ------ | ---------------- | ---- | - | - | -- | ----- | ---- |
| 1.     | Cruzeiro         | 15   | 9 | 6 | 0  | 30:17 | 24   |
| 2.     | Atlético         | 15   | 9 | 2 | 4  | 33:17 | 20   |
| 3.     | América          | 15   | 5 | 6 | 4  | 26:24 | 16   |
| 4.     | Siderúrgica      | 15   | 5 | 4 | 6  | 27:28 | 14   |
| 5.     | Villa Nova       | 15   | 3 | 2 | 10 | 24:38 | 8    |
| 6.     | Sete de Setembro | 15   | 2 | 4 | 9  | 15:31 | 8    |

|  | Kampioen |

### Kampioen
| Campeonato Mineiro de 1944 |
| -------------------------- |
| CRUZEIRO 7º Titel          |

## Topschutters
| Rank | Speler          | Goals            | Club |
| ---- | --------------- | ---------------- | ---- |
| 1    | Ceci            | Villa Nova       | 12   |
| 2    | Baiano          | Atlético-MG      | 11   |
| 2    | Orlando Fantoni | Siderúrgica      | 11   |
| 4    | Alcides         | Cruzeiro         | 8    |
| 5    | Braguinha       | Cruzeiro         | 7    |
| 5    | Niginho         | Cruzeiro         | 7    |
| 5    | Lucas Miranda   | Atlético-MG      | 7    |
| 5    | Álvaro          | Sete de Setembro | 7    |
| 9    | Gabardo         | América          | 6    |
| 10   | Bororó          | Atlético-MG      | 5    |
| 10   | Rómulo          | Siderúrgica      | 5    |